# Championnat des Émirats arabes unis de football 2011-2012
Navigation
Saison précédente Saison suivante
La saison 2011-2012 du Championnat des Émirats arabes unis de football est la trente-huitième édition du championnat national de première division aux Émirats arabes unis. Les douze meilleures équipes du pays sont regroupées au sein d'une poule unique où elles s'affrontent deux fois au cours de la saison, à domicile et à l'extérieur. À la fin du championnat, à la suite du passage du championnat de 12 à 14 formations, les deux derniers du classement participent à un barrage de promotion-relégation face aux 3e et 4e de deuxième division.
C'est Al Ain Club qui remporte la compétition, après avoir terminé en tête du classement final, avec quatorze points d'avance sur Al Nasr Dubaï et dix-sept sur Al Shabab Dubaï. C'est le dixième titre de champion des Émirats arabes unis de l'histoire du club.

## Qualifications continentales
Les deux premiers du championnat ainsi que le vainqueur de la Coupe des Émirats arabes unis obtiennent leur qualification pour la phase de groupes de la Ligue des champions de l'AFC 2013. Le troisième du championnat (ou le 4e si le vainqueur de la Coupe termine parmi les trois premiers) doit quant à lui passer par le tour préliminaire. 

## Les clubs participants
| - Dubaï Club - Al-Wahda Club - Bani Yas Club - Al Ain Club - Al Ahly Dubaï - Emirates Club - Promu de D2 | - Sharjah SC - Al Jazira Club - Al Nasr Dubaï - Al Shabab Dubaï - Al Wasl Dubaï - Ajman Club - Promu de D2 |

## Compétition

### Classement
Le classement est établi sur le barème de points classique (victoire à 3 points, match nul à 1, défaite à 0).
| Rang | Équipe             | Pts | J  | G  | N | P  | Bp | Bc | Diff |
| ---- | ------------------ | --- | -- | -- | - | -- | -- | -- | ---- |
| 1    | Al Ain Club        | 55  | 22 | 17 | 4 | 1  | 52 | 16 | +36  |
| 2    | Al Nasr Dubaï      | 41  | 22 | 11 | 8 | 3  | 49 | 33 | +16  |
| 3    | Al Shabab Dubaï    | 38  | 22 | 10 | 8 | 4  | 39 | 27 | +12  |
| 4    | Al Jazira Club'T'C | 35  | 22 | 11 | 2 | 9  | 47 | 38 | +9   |
| 5    | Al Ahly Dubaï      | 34  | 22 | 10 | 4 | 8  | 45 | 42 | +3   |
| 6    | Al-Wahda Club      | 33  | 22 | 8  | 9 | 5  | 32 | 30 | +2   |
| 7    | Ajman ClubP        | 31  | 22 | 9  | 4 | 9  | 36 | 35 | +1   |
| 8    | Al Wasl Dubaï      | 26  | 22 | 7  | 5 | 10 | 32 | 40 | -8   |
| 9    | Bani Yas Club      | 24  | 22 | 6  | 6 | 10 | 34 | 39 | -5   |
| 10   | Dubai Club         | 20  | 22 | 5  | 5 | 12 | 29 | 40 | -11  |
| 11   | Emirates ClubP     | 17  | 22 | 5  | 2 | 15 | 28 | 56 | -28  |
| 12   | Sharjah SC         | 11  | 22 | 2  | 5 | 15 | 26 | 53 | -27  |

| Légende : Qualifications et relégations | Légende : Qualifications et relégations                                                         |
| --------------------------------------- | ----------------------------------------------------------------------------------------------- |
|                                         | Qualification pour la Ligue des champions de l'AFC 2013 (Phase de groupes)                      |
|                                         | Qualification pour la Ligue des champions de l'AFC 2013 (Tour préliminaire)                     |
|                                         | Qualification pour la Coupe du golfe des clubs champions 2012-2013                              |
|                                         | Participation au barrage de promotion-relégation                                                |
|                                         | T : Tenant du titre 2010-2011 P : Promu de D2 C : Vainqueur de la Coupe des Émirats arabes unis |

### Matchs
| Résultats (▼dom., ►ext.) | AJM | ALI | AIN | JAZ | NAS | SHA | WAH | WAS | BAN | DUB | EMI | SHR |
| Ajman Club               |     | 0-1 | 1-4 | 3-4 | 1-2 | 0-1 | 3-1 | 1-1 | 1-1 | 3-0 | 1-0 | 2-1 |
| Al Ahly Dubaï            | 2-0 |     | 0-2 | 2-1 | 3-3 | 2-3 | 2-2 | 1-2 | 6-4 | 5-2 | 2-0 | 2-2 |
| Al Ain Club              | 4-0 | 1-0 |     | 2-0 | 2-0 | 3-1 | 1-0 | 2-0 | 3-0 | 2-1 | 4-0 | 2-1 |
| Al Jazira Club           | 1-0 | 4-0 | 1-3 |     | 1-5 | 2-0 | 4-2 | 1-0 | 3-1 | 0-2 | 4-1 | 5-0 |
| Al Nasr Dubaï            | 1-1 | 4-0 | 2-0 | 2-2 |     | 2-1 | 0-1 | 1-1 | 2-1 | 0-1 | 5-3 | 3-2 |
| Al Shabab Dubaï          | 4-4 | 2-0 | 1-1 | 3-2 | 2-2 |     | 2-1 | 2-0 | 1-1 | 1-1 | 1-0 | 5-1 |
| Al-Wahda Club            | 1-0 | 3-3 | 2-2 | 3-2 | 1-1 | 0-0 |     | 2-1 | 2-1 | 1-1 | 2-2 | 1-0 |
| Al Wasl Dubaï            | 2-4 | 2-6 | 2-2 | 0-1 | 2-2 | 2-2 | 0-2 |     | 1-0 | 1-2 | 4-1 | 3-0 |
| Bani Yas Club            | 1-2 | 1-3 | 2-2 | 2-1 | 2-2 | 0-1 | 2-2 | 1-2 |     | 2-0 | 4-1 | 2-2 |
| Dubai Club               | 1-3 | 1-2 | 0-2 | 2-4 | 1-2 | 1-1 | 0-0 | 5-2 | 1-2 |     | 2-4 | 3-0 |
| Emirates Club            | 1-3 | 2-1 | 1-4 | 3-2 | 1-3 | 1-5 | 2-1 | 1-2 | 0-2 | 2-1 |     | 1-2 |
| Sharjah SC               | 1-3 | 1-2 | 1-4 | 2-2 | 4-5 | 1-0 | 1-2 | 1-2 | 1-2 | 1-1 | 1-1 |     |

### Barrage de promotion-relégation
Les deux derniers du classement affrontent les 3e et 4e de deuxième division, au sein d'une poule unique où les quatre formations s'affrontent une seule fois. Les deux meilleurs clubs se maintiennent ou sont promues parmi l'élite.
| Rang | Équipe                 | Pts | J | G | N | P | Bp | Bc | Diff |
| ---- | ---------------------- | --- | - | - | - | - | -- | -- | ---- |
| 1    | Al Sha'ab Sharjah (D2) | 6   | 3 | 2 | 0 | 1 | 5  | 4  | +1   |
| 2    | Al Dhafra (D2)         | 6   | 3 | 2 | 0 | 1 | 8  | 4  | +4   |
| 3    | Sharjah SC             | 6   | 3 | 2 | 0 | 1 | 3  | 2  | +1   |
| 4    | Emirates Club          | 0   | 3 | 0 | 0 | 3 | 3  | 9  | -6   |

## Bilan de la saison
| Championnat des Émirats arabes unis de football 2011-2012 |                         |
| Champion                                                  | Al Ain Club (10e titre) |
| Coupes et trophées                                        |                         |
| Vainqueur de la Coupe des Émirats arabes unis 2011-2012   | Al Jazira Club          |
| Qualifications continentales                              |                         |
| Ligue des champions 2013                                  | Al Ain Club             |
| Ligue des champions 2013                                  | Al Shabab Dubaï         |
| Ligue des champions 2013                                  | Al Nasr Dubaï           |
| Ligue des champions 2013                                  | Al Jazira Club          |
| Promotions et relégations                                 |                         |
| Promus en Pro League                                      | Al-Dhafra               |
| Promus en Pro League                                      | Al Sha'ab Sharjah       |
| Promus en Pro League                                      | Ittihad Kalba           |
| Promus en Pro League                                      | Dubba Al Fujairah       |
| Relégués en Division 1 Groupe A                           | Emirates Club           |
| Relégués en Division 1 Groupe A                           | Sharjah SC              |